# Мьянманско-таиландская граница
Мьянманско-таиландская граница — государственная граница между Мьянмой и Таиландом. Протяженность границы составляет 2416 км, проходит от пограничного стыка с Лаосом на севере до побережья Андаманского моря на юге.

## Описание
Граница начинается на севере в пограничном стыке с Лаосом в месте слияния рек Кок и Меконг, а затем по река Сай и проходит по суше на запад через хребет Дэн-Лао, прежде чем повернуть на юго-запад и впасть в реку Салуин. Граница проходит по реке Салуин, а затем по реке Таунйин на юг, прежде чем покинуть ее и продолжить путь на юг по суше через хребты Дауна и хребты Билауктаунг (в совокупности эти горы образуют холмы Тенассерим). Граница продолжается на юг вдоль Малайского полуострова, почти разрезая Таиланд на две части у Прачуапкхирикхана, прежде чем достичь перешейка Кра и реки Крабури, по которой затем следует через широкий устье в Андаманское море. Затем морская граница следует координатам, указанным в соглашении о делимитации континентального шельфа между странами, в направлении пограничного стыка с Индией, которая контролирует Андаманские и Никобарские острова.

## История
Приграничные регионы исторически были предметом споров между различными государствами на территории современных Таиланда и Мьянмы. Борьба между Бирмой и сиамским королевством Аютия за контроль над регионом Танинтайи, доминировала в этом районе в XVI веке, прежде чем Бирма разрушила Аютию и взяла под свой контроль регион в 1767 году. Вскоре после этого Сиам распространил сюзеренитет на Королевство Ланнатай (ныне Северный Таиланд), которое ранее находилось под контролем Бирмы. Экспансия Бирмы в XIX веке привела её к конфликту с британцами в Индии, вызвав серию конфликтов, которые закончились оккупацией Бирмы и включением её в состав Британской Индии. Поскольку в тот же период Франция образовала Французский Индокитай, два европейских государства позволили Королевству Сиам (старое название Таиланда) сохранить свою независимость в качестве буферного государства.
В 1868 году Великобритания и Королевство Сиам подписали договор, разграничивающий бирманско-таиландскую границу от юга Салуина до Андаманского моря. После некоторой путаницы относительно местоположения границы с 1889 по 1892 год началась наземная демаркация. В 1892 году северный участок границы был делимитирован, а затем демаркирован на местности с 1893 по 1894 год, с окончательным договором о границе с картами, подписанным 17 октября 1894 года. Северная оконечность границы была установлена в 1896 году, когда британцы и французы согласились, что Меконг будет границей Бирмы и Лаоса. Некоторые незначительные корректировки границ произошли в 1929 и 1934 годах. В 1941 году, после вторжения Японии в Бирму, часть Бирмы была передана Сиаму как территория Сахарат Тай Доем, однако эти территории были возвращены Бирме в 1946 году после поражения Японии, и с тех пор граница не менялась. В 1937 году Бирма была отделена от Индии и стала отдельной колонией, получив полную независимость в 1948 году, после чего граница стала международной границей между двумя суверенными государствами.
В настоящее время не урегулирован спор о принадлежности некоторых небольших островов в Андаманском море.
С 2010 по 2012 год вдоль границы происходили столкновения между армией Мьянмы и Каренской национально-освободительной армией.
В 2021 году военные Мьянмы вступили в конфликт с мирным населением в приграничных районах, многие из которых бежали в Таиланд.
В 2023 году боестолкновения в Мьянме стали происходить чаще, и правительства обеих стран решили сформировать гуманитарную оперативную группу.

## Пограничные переходы
По состоянию на 2019 год действовало 6 постоянных пунктов пропуска, 1 временный пункт пропуска, 13 пунктов пропуска для приграничной торговли и 1 специальный пункт пропуска для приграничной торговли.